# サンシャインボーイ
サンシャインボーイとは日本生まれの競走馬、種牡馬である。
アローエクスプレスの半弟であり、またテスコボーイの産駒であったことからデビュー前から期待を集めた。1番人気に支持されたデビュー戦と2戦目を連勝しクラシックの有力候補の一頭と目されるようになったがその後の成績は伸び悩み、条件戦を3勝したのみで引退した。競走馬引退後は血統的価値を見込まれ種牡馬となり、種牡馬成績でもアローエクスプレスには及ばなかったものの中央競馬および地方競馬で複数の重賞優勝馬を輩出した。

## おもな産駒
- ステートジャガー（牡、1981年生） 大阪杯優勝、京浜盃優勝、黒潮盃優勝
- スターサンシャイン（牡、1986年生） 毎日杯優勝、京都4歳特別優勝
- ホースフォース（牡、1990年生） 東国賞優勝
- フジノリニアー（牝、1988年生） 東京3歳優駿牝馬優勝
- オグリホワイト（牝、1989年）ジュニアグランプリ優勝、オグリキャップの半妹

## ブルードメアサイアーとしてのおもな産駒
- パーシャンスポット（牝、1989年生）クイーンステークス2着、新潟記念2着、府中牝馬ステークス2着

## 血統表
| サンシャインボーイの血統                        | サンシャインボーイの血統                     | サンシャインボーイの血統                     | （血統表の出典）                             | （血統表の出典） |
| 父系                                            | テスコボーイ系                               | テスコボーイ系                               | テスコボーイ系                               | [ § 2 ]          |
| 父 *テスコボーイ Tesco Boy 1963 黒鹿毛 イギリス | 父の父Princely Gift 1958 鹿毛 イギリス       | Nasrullah                                    | Nearco                                       | Nearco           |
| 父 *テスコボーイ Tesco Boy 1963 黒鹿毛 イギリス | 父の父Princely Gift 1958 鹿毛 イギリス       | Nasrullah                                    | Mumtaz Begum                                 |                  |
| 父 *テスコボーイ Tesco Boy 1963 黒鹿毛 イギリス | 父の父Princely Gift 1958 鹿毛 イギリス       | Blue Gem                                     | Blue Peter                                   | Blue Peter       |
| 父 *テスコボーイ Tesco Boy 1963 黒鹿毛 イギリス | 父の父Princely Gift 1958 鹿毛 イギリス       | Blue Gem                                     | Sparkle                                      |                  |
| 父 *テスコボーイ Tesco Boy 1963 黒鹿毛 イギリス | 父の母Suncourt 1952 黒鹿毛 アメリカ          | Hyperion                                     | Gainsborough                                 | Gainsborough     |
| 父 *テスコボーイ Tesco Boy 1963 黒鹿毛 イギリス | 父の母Suncourt 1952 黒鹿毛 アメリカ          | Hyperion                                     | Selene                                       |                  |
| 父 *テスコボーイ Tesco Boy 1963 黒鹿毛 イギリス | 父の母Suncourt 1952 黒鹿毛 アメリカ          | Inquisition                                  | Dastur                                       | Dastur           |
| 父 *テスコボーイ Tesco Boy 1963 黒鹿毛 イギリス | 父の母Suncourt 1952 黒鹿毛 アメリカ          | Inquisition                                  | Jury                                         |                  |
| 母 *ソーダストリーム Soda Stream 1953 栃栗毛    | 母の父Airborne 1943 芦毛 イギリス            | Precipitation                                | Hurry On                                     | Hurry On         |
| 母 *ソーダストリーム Soda Stream 1953 栃栗毛    | 母の父Airborne 1943 芦毛 イギリス            | Precipitation                                | Double Life                                  |                  |
| 母 *ソーダストリーム Soda Stream 1953 栃栗毛    | 母の父Airborne 1943 芦毛 イギリス            | Bouquet                                      | Buchan                                       | Buchan           |
| 母 *ソーダストリーム Soda Stream 1953 栃栗毛    | 母の父Airborne 1943 芦毛 イギリス            | Bouquet                                      | Hellespont                                   |                  |
| 母 *ソーダストリーム Soda Stream 1953 栃栗毛    | 母の母Pangani 1945 栗毛 イギリス             | Fair Trial                                   | Fairway                                      | Fairway          |
| 母 *ソーダストリーム Soda Stream 1953 栃栗毛    | 母の母Pangani 1945 栗毛 イギリス             | Fair Trial                                   | Lady Juror                                   |                  |
| 母 *ソーダストリーム Soda Stream 1953 栃栗毛    | 母の母Pangani 1945 栗毛 イギリス             | Clovelly                                     | Mahmoud                                      | Mahmoud          |
| 母 *ソーダストリーム Soda Stream 1953 栃栗毛    | 母の母Pangani 1945 栗毛 イギリス             | Clovelly                                     | Udaipur                                      |                  |
| 母系(F-No.)                                     | ソーダストリーム系(FN:3-e)                   | ソーダストリーム系(FN:3-e)                   | ソーダストリーム系(FN:3-e)                   | [ § 3 ]          |
| 5代内の近親交配                                 | Pharos-Fiarway5.5×4=12.5%、Hurry On5×4=9.38% | Pharos-Fiarway5.5×4=12.5%、Hurry On5×4=9.38% | Pharos-Fiarway5.5×4=12.5%、Hurry On5×4=9.38% | [ § 4 ]          |
| 出典                                            | 1. 2. 3. 4.                                  | 1. 2. 3. 4.                                  | 1. 2. 3. 4.                                  | 1. 2. 3. 4.      |